# Haytsori
Haytsori ist ein Quellfluss des Lingoni auf Anjouan, einer Insel der Komoren in der Straße von Mosambik.

## Geographie
Der Fluss entspringt im Süden von Anjouan in einem Ausläufer des Trindrini (Marontroni). Er verläuft nach Westen und mündet bald in den Lingoni.